# Plectris aequatorialis
Plectris aequatorialis är en skalbaggsart som beskrevs av Moser 1921. Plectris aequatorialis ingår i släktet Plectris och familjen Melolonthidae. Inga underarter finns listade i Catalogue of Life.